# Якоб Александер Сундберг
Якоб Александр Сундберг (1 жовтня 1989, Копенгаген) — данський футбольний арбітр. Арбітр ФІФА та УЄФА з 2021 року. Судить матчі в Суперліги з 2019 року.

## Суддівська кар'єра
28 липня 2019 року Сундберг обслужив свій перший матч у чемпіонаті Данії. Під час матчу між «Хобро» та «Раннерс» 2–2 арбітр двічі показав жовту картку та один раз червону картку.
У єврокубках він дебютував 28 липня 2022 року під час матчу між «Академією Пушкаш» та «Віторією Гімарайнш» у другому кваліфікаційному раунді Ліги конференцій Європи УЄФА. Матч закінчився з рахунком 0–0, і Сундберг сім разів показав жовту картку.
Відсудив свій перший міжнародний матч на рівні збірних 17 червня 2023 року, коли Литва зіграла внічию 1–1 проти Болгарії завдяки голам Едвінаса Гірдвайніса та Марина Петкова. Під час цього матчу Сундберг показав двом гравцям по жовтій картці, а Юстас Ласіцкас був вилучений із поля прямою червоною карткою.

## Особисте життя
У цивільному житті він працює в Фолькетингі Данії, де з 1 січня 2020 року обіймає посаду керівника організаційного відділу. Він почав працювати там 2011 року і раніше обіймав посаду виконавчого помічника тодішнього міністра культури Метте Бок.